# Powiat Wake
Powiat Wake (jap. 和気郡 Wake-gun) – powiat w Japonii, w prefekturze Okayama. W 2024 roku liczył 12 941 mieszkańców.

## Miejscowości
- Wake